# Reilly Smith
Reilly Liam Sheeran Smith (* 1. April 1991 in Mimico, Ontario) ist ein kanadischer Eishockeyspieler, der seit März 2025 wieder bei den Vegas Golden Knights aus der National Hockey League unter Vertrag steht. Mit den Golden Knights, für die er bereits von 2017 bis 2023 aktiv war, gewann der rechte Flügelstürmer in den Playoffs 2023 den Stanley Cup. Zudem lief er in der NHL bereits für die Dallas Stars, Boston Bruins, Florida Panthers, Pittsburgh Penguins und New York Rangers auf.

## Karriere
Reilly Smith begann seine Karriere als Eishockeyspieler bei den St. Michael’s Buzzers, für die er von 2007 bis 2009 in der Ontario Junior Hockey League aktiv war. Anschließend wurde er im NHL Entry Draft 2009 in der dritten Runde als insgesamt 69. Spieler von den Dallas Stars ausgewählt. Zunächst besuchte er jedoch drei Jahre lang die Miami University, für deren Eishockeymannschaft er parallel in der Central Collegiate Hockey Association spielte. Mit seiner Universitätsmannschaft gewann er 2011 die Meisterschaft der CCHA. Er selbst erhielt zudem mehrere individuelle Auszeichnungen als Spieler an der Miami University.
Gegen Ende der Saison 2011/12 gab Smith für die Dallas Stars sein Debüt in der National Hockey League, wobei er in drei Spielen punktlos blieb und zwei Strafminuten erhielt. Die aufgrund eines Lockouts verkürzte Saison 2012/13 begann der Kanadier bei Dallas’ Farmteam Texas Stars in der American Hockey League. Nach Beginn der NHL-Spielzeit wurde er von den Dallas Stars in deren NHL-Kader berufen.
Im Juli 2013 wurde er gemeinsam mit Loui Eriksson, Joe Morrow und Matt Fraser im Austausch für Tyler Seguin, Rich Peverley und Ryan Button zu den Boston Bruins transferiert. Nach zwei Jahren in Boston wechselte Smith gemeinsam mit Marc Savard zu den Florida Panthers, die dafür Jimmy Hayes an die Bruins abgaben.
Im Juni 2017 wurde er im Rahmen des NHL Expansion Draft 2017 an die Vegas Golden Knights abgegeben, um sicherzustellen, dass diese Jonathan Marchessault im Draft auswählen, bzw. um andere Spieler in Floridas Kader vor einer Wahl zu schützen. In der Folge gehörten beide zu den zahlreichen Spielern, die ihre persönliche Statistik bei den Golden Knights deutlich steigerten, so verzeichnete Smith 60 Punkte und wurde viertbester Scorer des Teams, während Marchessault auf 75 Punkte kam und sich auf Rang zwei einordnete. Infolgedessen wurde der beim Expansion Draft durchgeführte Transfer als klarer Fehler seitens der Panthers eingeschätzt und zugleich als ein Grund für den sofortigen Erfolg der Golden Knights gesehen, so erreichte das Team in den Playoffs 2018 überraschend das Finale um den Stanley Cup, unterlag dort allerdings den Washington Capitals. Darüber hinaus führte Smith sein Team in den Playoffs mit 22 Scorerpunkten an.
Im August 2022 unterzeichnete er einen neuen Dreijahresvertrag in Las Vegas, der ihm ein durchschnittliches Jahresgehalt von fünf Millionen US-Dollar einbringen soll. In den Playoffs 2023 gelang der erneute Finaleinzug, wobei das Team durch einen 4:1-Erfolg über die Florida Panthers den ersten Stanley Cup der noch jungen Franchise-Geschichte gewann. Wenig später wurde Smith im Juni 2023 im Tausch für ein Drittrunden-Wahlrecht im NHL Entry Draft 2024 an die Pittsburgh Penguins abgegeben, sodass er die Golden Knights nach sechs Jahren verließ. Nach einem Jahr in Pittsburgh wurde er im Juli 2024 an die New York Rangers abgegeben, während die Penguins dafür ein Zweitrunden-Wahlrecht im NHL Entry Draft 2027 sowie ein konditionales Fünftrunden-Wahlrecht im NHL Entry Draft 2025 erhielten.
In New York war Smith nur bis März 2025 aktiv, als er kurz vor der Trade Deadline zurück zu den Vegas Golden Knights transferiert wurde. Im Gegenzug erhielten die Rangers Brendan Brisson sowie ein Drittrunden-Wahlrecht im Draft 2025.

## Erfolge und Auszeichnungen
| - 2011 Mason-Cup-Gewinn mit der Miami University - 2011 CCHA First All-Star Team - 2012 CCHA First All-Star Team | - 2012 NCAA West First All-American Team - 2023 Stanley-Cup-Gewinn mit den Vegas Golden Knights |

## Karrierestatistik

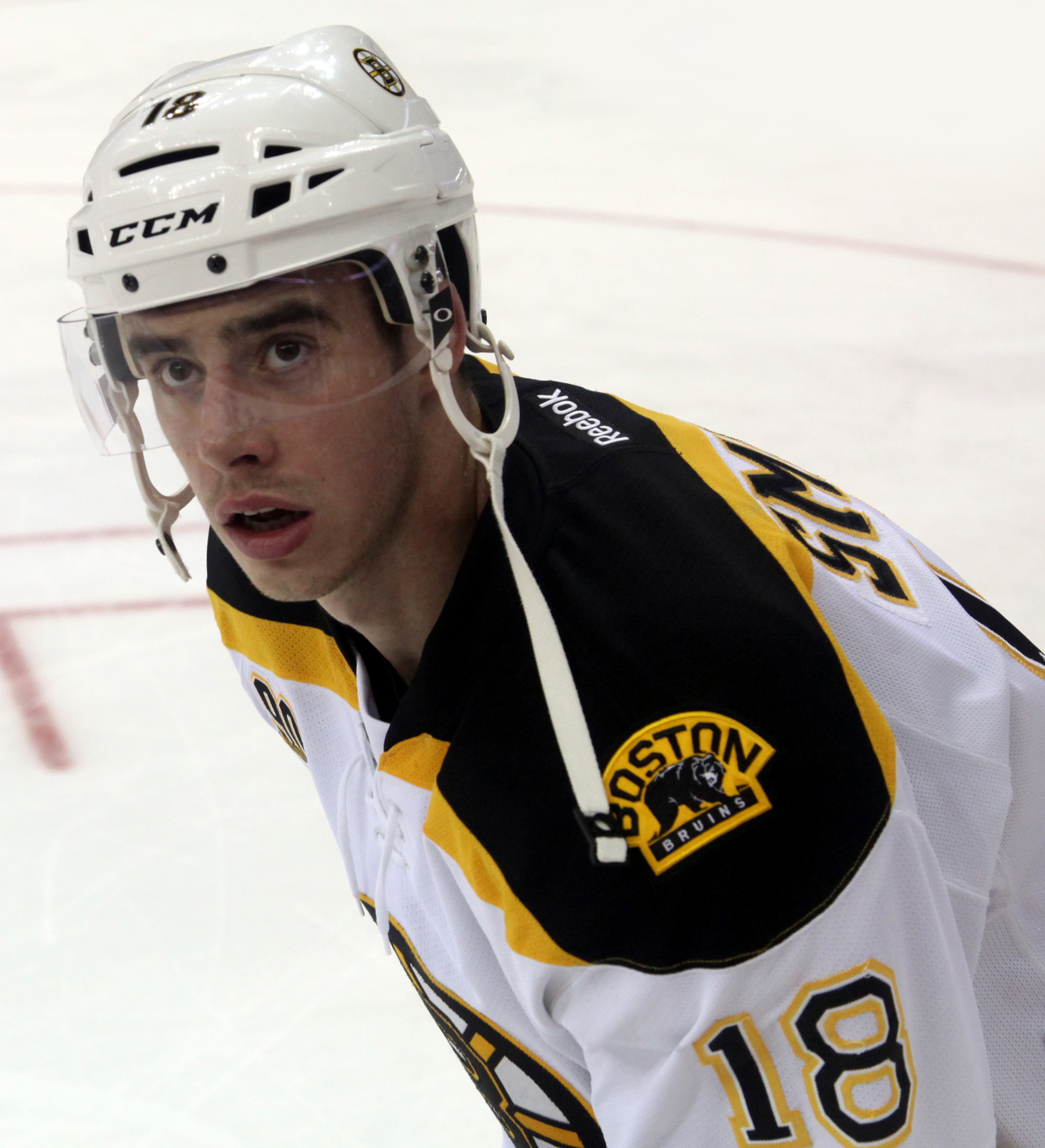
Smith im Trikot der Boston Bruins

Stand: Ende der Saison 2024/25
(Legende zur Spielerstatistik: Sp oder GP = absolvierte Spiele; T oder G = erzielte Tore; V oder A = erzielte Assists; Pkt oder Pts = erzielte Scorerpunkte; SM oder PIM = erhaltene Strafminuten; +/− = Plus/Minus-Bilanz; PP = erzielte Überzahltore; SH = erzielte Unterzahltore; GW = erzielte Siegtore; 1 Play-downs/Relegation; Kursiv: Statistik nicht vollständig)

## Familie
Sein Bruder Brendan Smith ist ebenfalls ein professioneller Eishockeyspieler. Sein Bruder Rory Smith ist ein professioneller Lacrossespieler.